# 캐머런 리처드슨
캐머런 리처드슨(Cameron Richardson, 1979년 9월 11일 ~ )은 미국의 배우 및 모델이다.

## 출연 작품
- 데드 앤트: 거대개미의 습격 (2019)
- 히콕 (2017)
- 겟 어 잡 (2016)
- 썸딩 어바웃 허 (2015)
- 러브식 (2014, Lovesick)
- LA 대지진 (2014)
- 더 조거 (2013)
- 홀리 고스트 피플 (2013)
- 하드 브레이커스 (2010)
- 하퍼의 섬 (2009)
- 위민 인 트러블 (2009)
- 패밀리어 스트렌저스 (2008)
- 블러드 헌터 (2007)
- 앨빈과 슈퍼밴드 (2007)
- 어드리프트 (2006)
- 더 굿 유머 맨 (2005)
- 포인트 플레전트 (2005)
- 슈퍼크로스 (2005)
- 내 사랑 포르노 (2003)
- 못말리는 섹스 아카데미 (2003)
- 카슨 데일리 쇼 (2002)
- 헬로우 프랭크 (2002)
- 커버 미 (2000)